# Wilhelm VII Śmiały
Wilhelm VII Śmiały, fr. Guillaume le Hardi (ur. 1023, zm. jesienią 1058 pod Saumur), zwany również Orłem (Aigret), książę Akwitanii i hrabia Poitiers, syn księcia Wilhelma V Wielkiego i jego trzeciej żony Agnieszki, córki Otto Wilhelma, księcia Burgundii.

## Życiorys
Urodził się jako Piotr Wilhelm (Pierre-Guillaume). Władzę nad Akwitanią i Poitiers wywalczył zbrojnie od starszego brata przyrodniego, Odona, który zginął w bitwie pod Mauzé. Wilhelm próbował również opanować inne władztwo brata, Gaskonię, ale bez powodzenia.
Po umocnieniu swojej władzy w Akwitanii Wilhelm zażądał od hrabiego Andegawenii Godfryda II Martela (swojego ojczyma, drugiego męża Agnieszki Burgundzkiej) ziem uzyskanych od poprzednich książąt Akwitanii. Godfryd odmówił co spowodowało wieloletnią wojnę. W 1058 Wilhelm obległ Godfryda w Saumur, ale podczas oblężenia zmarł na dyzenterię.
Wilhelm poślubił Ermesindę, kobietę nieznanego pochodzenia. Miał z nią dwie córki: Klemencję, żonę hrabiego Luksemburga Konrada I, a następnie hrabiego Geldrii Gerarda I, i Stefanię. Na skutek braku męskich potomków Akwitanię odziedziczył młodszy brat Wilhelma, Wilhelm VIII.